# Barking (circonscription du Parlement britannique)
Circonscription parlementaire de la Chambre des communes
La circonscription de Barking est une circonscription parlementaire britannique située dans le Grand Londres, et représentée à la Chambre des communes du Parlement britannique depuis 1994 par Margaret Hodge du Parti travailliste.

## Géographie
La circonscription comprend :
- La ville de Barking et Becontree du borough londonien de Barking and Dagenham

## Membres du Parlement
Les Membres du Parlements (MPs) de la circonscription sont :
| Élection | Élection | Membre              | Membre | Parti        |
| -------- | -------- | ------------------- | ------ | ------------ |
|          | 1945     | Somerville Hastings |        | Travailliste |
|          | 1959     | Tom Driberg         |        | Travailliste |
|          | Fév 1974 | Jo Richardson       |        | Travailliste |
|          | 1994     | Margaret Hodge      |        | Travailliste |

## Élections
Pour des raisons techniques, il est temporairement impossible d'afficher le graphique qui aurait dû être présenté ici.

### Élections dans les années 2010
| Parti              | Parti                | Candidat             | Voix   | %    | ±     |
| ------------------ | -------------------- | -------------------- | ------ | ---- | ----- |
|                    | Travailliste         | Margaret Hodge       | 27,219 | 61,2 | −6.6  |
|                    | Conservateur         | Tamkeen Shaikh       | 11,792 | 26,5 | +4.0  |
|                    | Brexit               | Karen Batley         | 3,186  | 7,2  | New   |
|                    | Libéral Démocrate    | Ann Haigh            | 1,482  | 3,3  | +2.0  |
|                    | Green                | Shannon Butterfield  | 820    | 1,8  | +0.3  |
| Majorité           | Majorité             | Majorité             | 15,427 | 34,7 | −10.6 |
| Participation      | Participation        | Participation        | 44,499 | 57,1 | −4.8  |
| Registre électeurs | Registre électeurs   | Registre électeurs   | 77,946 |      |       |
|                    | Travailliste retenir | Travailliste retenir | Swing  | −5.3 |       |

| Parti              | Parti                | Candidat             | Voix   | %    | ±       |
| ------------------ | -------------------- | -------------------- | ------ | ---- | ------- |
|                    | Travailliste         | Margaret Hodge       | 32,319 | 67,8 | +10.1   |
|                    | Conservateur         | Minesh Talati        | 10,711 | 22,5 | +6.2    |
|                    | UKIP                 | Roger Gravett        | 3,031  | 6,4  | −15.8   |
|                    | Green                | Shannon Butterfield  | 724    | 1,5  | −0.5    |
|                    | Libéral Démocrate    | Pauline Pearce       | 599    | 1,3  | ±0.0    |
|                    | Indépendant          | Noel Falvey          | 295    | 0,6  | Nouveau |
| Majorité           | Majorité             | Majorité             | 21,608 | 45,3 | +9.8    |
| Participation      | Participation        | Participation        | 47,679 | 61,9 | +3.7    |
| Registre électeurs | Registre électeurs   | Registre électeurs   | 77,022 |      |         |
|                    | Travailliste retenir | Travailliste retenir | Swing  | +2.0 |         |

| Parti              | Parti                | Candidat             | Voix   | %    | ±       |
| ------------------ | -------------------- | -------------------- | ------ | ---- | ------- |
|                    | Travailliste         | Margaret Hodge       | 24,826 | 57,7 | +3.4    |
|                    | UKIP                 | Roger Gravett        | 9,554  | 22,2 | +19.3   |
|                    | Conservateur         | Mina Rahman          | 7,019  | 16,3 | −1.5    |
|                    | Green                | Tony Rablen          | 879    | 2,0  | +1.3    |
|                    | Libéral Démocrate    | Peter Wilcock        | 562    | 1,3  | −6.9    |
|                    | TUSC                 | Joseph Mambuliya     | 183    | 0,4  | Nouveau |
| Majorité           | Majorité             | Majorité             | 15,272 | 35,5 | −1.0    |
| Participation      | Participation        | Participation        | 43,023 | 58,2 | −3.2    |
| Registre électeurs | Registre électeurs   | Registre électeurs   | 73,977 |      |         |
|                    | Travailliste retenir | Travailliste retenir | Swing  | +2.0 |         |

| Parti              | Parti                | Candidat              | Voix   | %    | ±       |
| ------------------ | -------------------- | --------------------- | ------ | ---- | ------- |
|                    | Travailliste         | Margaret Hodge        | 24,628 | 54,3 | +4.7    |
|                    | Conservateur         | Simon Marcus          | 8,073  | 17,8 | +1.2    |
|                    | BNP                  | Nick Griffin          | 6,620  | 14,8 | −1.7    |
|                    | Libéral Démocrate    | Dominic Carman        | 3,719  | 8,2  | −2.6    |
|                    | UKIP                 | Kellie Maloney        | 1,300  | 2,9  | −0.6    |
|                    | Christian            | George Hargreaves     | 482    | 1,1  | Nouveau |
|                    | Green                | Jayne Forbes          | 317    | 0,7  | −1.0    |
|                    | Monster Raving Loony | Crucial Chris Dowling | 82     | 0,2  | Nouveau |
|                    | Indépendant          | Thomas Darwood        | 77     | 0,2  | Nouveau |
|                    | Restoration Party    | Dapo Sijuwola         | 45     | 0,1  | Nouveau |
| Majorité           | Majorité             | Majorité              | 16,555 | 36,5 | +5.8    |
| Participation      | Participation        | Participation         | 44,343 | 61,4 | +13.2   |
| Registre électeurs | Registre électeurs   | Registre électeurs    | 73,868 |      |         |
|                    | Travailliste retenir | Travailliste retenir  | Swing  | +1.7 |         |

### Élections dans les années 2000
| Parti              | Parti                 | Candidat             | Voix   | %    | ±       |
| ------------------ | --------------------- | -------------------- | ------ | ---- | ------- |
|                    | Travailliste          | Margaret Hodge       | 13,826 | 47,8 | −13.1   |
|                    | Conservateur          | Keith Prince         | 4,943  | 17,1 | −5.9    |
|                    | BNP                   | Richard Barnbrook    | 4,916  | 16,9 | +10.5   |
|                    | Libéral Démocrate     | Toby Wickenden       | 3,211  | 11,1 | +1.3    |
|                    | UKIP                  | Terry Jones          | 803    | 2,8  | New     |
|                    | Green                 | Laurie Cleeland      | 618    | 2,1  | New     |
|                    | Indépendant           | Demetrious Panton    | 530    | 1,8  | New     |
|                    | Workers Revolutionary | Mick Saxby           | 59     | 0,2  | Nouveau |
| Majorité           | Majorité              | Majorité             | 8,883  | 30,7 | −7.2    |
| Participation      | Participation         | Participation        | 28,906 | 50,1 | +4.6    |
| Registre électeurs | Registre électeurs    | Registre électeurs   | 57,658 |      |         |
|                    | Travailliste retenir  | Travailliste retenir | Swing  | −3.6 |         |

| Parti              | Parti                | Candidat             | Voix   | %    | ±     |
| ------------------ | -------------------- | -------------------- | ------ | ---- | ----- |
|                    | Travailliste         | Margaret Hodge       | 15,302 | 60,9 | −4.9  |
|                    | Conservateur         | Mike Weatherley      | 5,768  | 23,0 | +5.4  |
|                    | Libéral Démocrate    | Anura Keppetipola    | 2,450  | 9,8  | +0.3  |
|                    | BNP                  | Mark C. Tolman       | 1,606  | 6,4  | +3.7  |
| Majorité           | Majorité             | Majorité             | 9,534  | 37,9 | −10.3 |
| Participation      | Participation        | Participation        | 25,126 | 45,5 | −16.2 |
| Registre électeurs | Registre électeurs   | Registre électeurs   | 55,229 |      |       |
|                    | Travailliste retenir | Travailliste retenir | Swing  | −5.2 |       |

### Élections dans les années 1990
| Parti              | Parti                | Candidat             | Voix   | %     | ±       |
| ------------------ | -------------------- | -------------------- | ------ | ----- | ------- |
|                    | Travailliste         | Margaret Hodge       | 21,698 | 65,8  | +14.2   |
|                    | Conservateur         | Keith Langford       | 5,802  | 17,6  | −16.3   |
|                    | Libéral Démocrate    | Mark Marsh           | 3,128  | 9,5   | −5.0    |
|                    | Référendum           | Colin Taylor         | 1,283  | 3,9   | Nouveau |
|                    | BNP                  | Mark Tolman          | 894    | 2,7   | Nouveau |
|                    | ProLife Alliance     | Damien Mearns        | 159    | 0,5   | Nouveau |
| Majorité           | Majorité             | Majorité             | 15,896 | 48,2  | +30.5   |
| Participation      | Participation        | Participation        | 32,962 | 61,7  | −8.3    |
| Registre électeurs | Registre électeurs   | Registre électeurs   | 53,458 |       |         |
|                    | Travailliste retenir | Travailliste retenir | Swing  | +15.2 |         |

- Les changements sont basés sur le résultat des élections de 1992, et non sur l'élection partielle de 1994.

| Parti              | Parti                | Candidat             | Voix   | %    | ±       |
| ------------------ | -------------------- | -------------------- | ------ | ---- | ------- |
|                    | Travailliste         | Margaret Hodge       | 13,704 | 72,1 | +20.5   |
|                    | Libéral Démocrate    | Gary White           | 2,290  | 12,0 | −2.5    |
|                    | Conservateur         | Theresa May          | 1,976  | 10,4 | −23.5   |
|                    | National Front       | Gary Needs           | 551    | 2,9  | Nouveau |
|                    | UKIP                 | Gerard Batten        | 406    | 2,1  | Nouveau |
|                    | Natural Law          | H. R. Butensky       | 90     | 0,5  | Nouveau |
| Majorité           | Majorité             | Majorité             | 11,414 | 60,1 | +42.4   |
| Participation      | Participation        | Participation        | 19,017 | 38,3 | −31.7   |
| Registre électeurs | Registre électeurs   | Registre électeurs   | 49,635 |      |         |
|                    | Travailliste retenir | Travailliste retenir | Swing  |      |         |

| Parti              | Parti                | Candidat             | Voix   | %    | ±    |
| ------------------ | -------------------- | -------------------- | ------ | ---- | ---- |
|                    | Travailliste         | Jo Richardson        | 18,224 | 51,6 | +7.3 |
|                    | Conservateur         | John G. Kennedy      | 11,956 | 33,9 | −0.6 |
|                    | Libéral Démocrate    | Stephen W. Churchman | 5,133  | 14,5 | −6.7 |
| Majorité           | Majorité             | Majorité             | 6,268  | 17,7 | +7.9 |
| Participation      | Participation        | Participation        | 35,313 | 70,0 | +3.1 |
| Registre électeurs | Registre électeurs   | Registre électeurs   | 50,454 |      |      |
|                    | Travailliste retenir | Travailliste retenir | Swing  | +3.9 |      |

### Élections dans les années 1980
| Parti              | Parti                | Candidat             | Voix   | %    | ±    |
| ------------------ | -------------------- | -------------------- | ------ | ---- | ---- |
|                    | Travailliste         | Jo Richardson        | 15,307 | 44,3 | +2.2 |
|                    | Conservateur         | William Sharp        | 11,898 | 34,5 | +4.1 |
|                    | Liberal              | John Gibb            | 7,366  | 21,2 | −4.4 |
| Majorité           | Majorité             | Majorité             | 3,409  | 9,8  | −1.9 |
| Participation      | Participation        | Participation        | 34,541 | 66,9 | +1.5 |
| Registre électeurs | Registre électeurs   | Registre électeurs   | 51,639 |      |      |
|                    | Travailliste retenir | Travailliste retenir | Swing  | −1.0 |      |

| Parti              | Parti                | Candidat             | Voix   | %    | ±     |
| ------------------ | -------------------- | -------------------- | ------ | ---- | ----- |
|                    | Travailliste         | Jo Richardson        | 14,415 | 42,1 | −10.7 |
|                    | Conservateur         | Hugo Summerson       | 10,389 | 30,4 | −2.0  |
|                    | Liberal              | J. Gibb              | 8,770  | 25,6 | +14.9 |
|                    | BNF                  | Ian Newport          | 646    | 1,9  | −1.1  |
| Majorité           | Majorité             | Majorité             | 4,026  | 11,7 | −8.7  |
| Participation      | Participation        | Participation        | 34,219 | 65,4 | −5.7  |
| Registre électeurs | Registre électeurs   | Registre électeurs   | 52,362 |      |       |
|                    | Travailliste retenir | Travailliste retenir | Swing  | −4.4 |       |

### Élections dans les années 1970
| Parti              | Parti                    | Candidat             | Voix   | %     | ±       |
| ------------------ | ------------------------ | -------------------- | ------ | ----- | ------- |
|                    | Travailliste             | Jo Richardson        | 18,111 | 52,8  | −11.1   |
|                    | Conservateur             | Marion Roe           | 11,103 | 32,4  | +16.8   |
|                    | Liberal                  | M.F. Taylor          | 3,679  | 10,7  | −4.9    |
|                    | BNF                      | Ian Newport          | 1,021  | 3,0   | −1.9    |
|                    | Travailliste indépendant | J Barry              | 400    | 1,2   | Nouveau |
| Majorité           | Majorité                 | Majorité             | 7,008  | 20,4  | −27.9   |
| Participation      | Participation            | Participation        | 34,314 | 71,1  | +3.7    |
| Registre électeurs | Registre électeurs       | Registre électeurs   | 48,289 |       |         |
|                    | Travailliste retenir     | Travailliste retenir | Swing  | −14.0 |         |

| Parti              | Parti                | Candidat             | Voix   | %    | ±       |
| ------------------ | -------------------- | -------------------- | ------ | ---- | ------- |
|                    | Travailliste         | Jo Richardson        | 21,546 | 63,9 | +3.8    |
|                    | Conservateur         | Eric Forth           | 5,256  | 15,6 | −3.2    |
|                    | Liberal              | M Taylor             | 5,245  | 15,6 | −5.5    |
|                    | National Front       | C. Bond              | 1,661  | 4,9  | Nouveau |
| Majorité           | Majorité             | Majorité             | 16,290 | 48,3 | +9.3    |
| Participation      | Participation        | Participation        | 33,706 | 67,4 | −9.2    |
| Registre électeurs | Registre électeurs   | Registre électeurs   | 50,039 |      |         |
|                    | Travailliste retenir | Travailliste retenir | Swing  | +3.5 |         |

| Parti              | Parti                | Candidat             | Voix   | %    | ±       |
| ------------------ | -------------------- | -------------------- | ------ | ---- | ------- |
|                    | Travailliste         | Jo Richardson        | 22,846 | 60,1 | −9.3    |
|                    | Liberal              | M. Taylor            | 8,012  | 21,1 | Nouveau |
|                    | Conservateur         | Eric Forth           | 7,154  | 18,8 | −11.8   |
| Majorité           | Majorité             | Majorité             | 14,834 | 39,0 | +0.2    |
| Participation      | Participation        | Participation        | 38,011 | 76,6 | +15.0   |
| Registre électeurs | Registre électeurs   | Registre électeurs   | 49,617 |      |         |
|                    | Travailliste retenir | Travailliste retenir | Swing  |      |         |

| Parti              | Parti                | Candidat             | Voix   | %    | ±     |
| ------------------ | -------------------- | -------------------- | ------ | ---- | ----- |
|                    | Travailliste         | Tom Driberg          | 21,097 | 69,4 | +3.2  |
|                    | Conservateur         | Geoffrey Pattie      | 9,309  | 30,6 | +8.8  |
| Majorité           | Majorité             | Majorité             | 11,788 | 38,8 | −5.6  |
| Participation      | Participation        | Participation        | 30,406 | 61,6 | −10.4 |
| Registre électeurs | Registre électeurs   | Registre électeurs   | 49,363 |      |       |
|                    | Travailliste retenir | Travailliste retenir | Swing  | −2.8 |       |

### Élections dans les années 1960
| Parti              | Parti                | Candidat             | Voix   | %    | ±    |
| ------------------ | -------------------- | -------------------- | ------ | ---- | ---- |
|                    | Travailliste         | Tom Driberg          | 22,994 | 66,2 | +3.6 |
|                    | Conservateur         | Geoffrey Pattie      | 7,584  | 21,8 | −0.8 |
|                    | Liberal              | James T. Silvey      | 4,181  | 12,0 | −2.8 |
| Majorité           | Majorité             | Majorité             | 15,410 | 44,4 | +4.4 |
| Participation      | Participation        | Participation        | 48,281 | 72,0 | −1.2 |
| Registre électeurs | Registre électeurs   | Registre électeurs   | 48,281 |      |      |
|                    | Travailliste retenir | Travailliste retenir | Swing  | +2.2 |      |

| Parti              | Parti                | Candidat               | Voix   | %    | ±     |
| ------------------ | -------------------- | ---------------------- | ------ | ---- | ----- |
|                    | Travailliste         | Tom Driberg            | 23,055 | 62,6 | +4.8  |
|                    | Conservateur         | Geoffrey C Waterer     | 8,296  | 22,6 | −5.6  |
|                    | Liberal              | Nicholas Henry Donahue | 5,463  | 14,8 | +0.9  |
| Majorité           | Majorité             | Majorité               | 14,759 | 40,0 | +10.4 |
| Participation      | Participation        | Participation          | 50,326 | 73,2 | −5.3  |
| Registre électeurs | Registre électeurs   | Registre électeurs     | 50,326 |      |       |
|                    | Travailliste retenir | Travailliste retenir   | Swing  | +5.2 |       |

### Élections dans les années 1950
| Parti              | Parti                | Candidat             | Voix   | %    | ±       |
| ------------------ | -------------------- | -------------------- | ------ | ---- | ------- |
|                    | Travailliste         | Tom Driberg          | 23,454 | 57,8 | −11.4   |
|                    | Conservateur         | Kenneth F Dibben     | 11,454 | 28,2 | −2.6    |
|                    | Liberal              | David E Evans        | 5,648  | 13,9 | Nouveau |
| Majorité           | Majorité             | Majorité             | 12,000 | 29,6 | −8.8    |
| Participation      | Participation        | Participation        | 51,654 | 78,5 | +4.9    |
| Registre électeurs | Registre électeurs   | Registre électeurs   | 51,654 |      |         |
|                    | Travailliste retenir | Travailliste retenir | Swing  | −4.4 |         |

| Parti              | Parti                | Candidat             | Voix   | %    | ±    |
| ------------------ | -------------------- | -------------------- | ------ | ---- | ---- |
|                    | Travailliste         | Somerville Hastings  | 27,129 | 69,2 | +1.8 |
|                    | Conservateur         | Bernard Massey       | 12,082 | 30,8 | +5.7 |
| Majorité           | Majorité             | Majorité             | 15,047 | 38,4 | -3.9 |
| Participation      | Participation        | Participation        | 53,314 | 73,6 | −8.3 |
| Registre électeurs | Registre électeurs   | Registre électeurs   | 53,314 |      |      |
|                    | Travailliste retenir | Travailliste retenir | Swing  | −2.0 |      |

| Parti              | Parti                | Candidat                     | Voix   | %    | ±    |
| ------------------ | -------------------- | ---------------------------- | ------ | ---- | ---- |
|                    | Travailliste         | Somerville Hastings          | 30,486 | 67,4 | +1.1 |
|                    | Conservateur         | Michael Thomas Ben Underhill | 11,340 | 25,1 | +2.6 |
|                    | Liberal              | Norman Henry Cork            | 3,387  | 7,5  | −3.7 |
| Majorité           | Majorité             | Majorité                     | 19,146 | 42,3 | −1.5 |
| Participation      | Participation        | Participation                | 55,219 | 81,9 | −1.7 |
| Registre électeurs | Registre électeurs   | Registre électeurs           | 55,219 |      |      |
|                    | Travailliste retenir | Travailliste retenir         | Swing  | −0.8 |      |

| Parti              | Parti                | Candidat                      | Voix   | %    | ±     |
| ------------------ | -------------------- | ----------------------------- | ------ | ---- | ----- |
|                    | Travailliste         | Somerville Hastings           | 30,299 | 66,3 | −4.2  |
|                    | Conservateur         | Kenneth Edward Boulton Glenny | 10,269 | 22,5 | +6.4  |
|                    | Liberal              | Harry Willcock                | 5,109  | 11,2 | −2.2  |
| Majorité           | Majorité             | Majorité                      | 20,030 | 43,8 | −10.4 |
| Participation      | Participation        | Participation                 | 54,627 | 83,6 | +10.8 |
| Registre électeurs | Registre électeurs   | Registre électeurs            | 54,627 |      |       |
|                    | Travailliste retenir | Travailliste retenir          | Swing  | −5.3 |       |

### Élections dans les années 1940
| Parti              | Parti                                  | Candidat                      | Voix   | %    | ± |
| ------------------ | -------------------------------------- | ----------------------------- | ------ | ---- | - |
|                    | Travailliste                           | Somerville Hastings           | 24,504 | 70,5 | ' |
|                    | Conservateur                           | Kenneth Edward Boulton Glenny | 5,593  | 16,1 |   |
|                    | Liberal                                | Harry Willcock                | 4,674  | 13,4 |   |
| Majorité           | Majorité                               | Majorité                      | 18,911 | 54,4 |   |
| Participation      | Participation                          | Participation                 | 34,771 | 72,8 |   |
| Registre électeurs | Registre électeurs                     | Registre électeurs            | 47,770 |      |   |
|                    | Travailliste vainqueur (nouveau siège) |                               |        |      |   |